# Hofsee (Leisten)
Der Hofsee ist ein See in Leisten, einem Ortsteil der Stadt Plau am See im Landkreis Ludwigslust-Parchim, Mecklenburg-Vorpommern.

## Lage
Der etwa rechteckige See hat eine ungefähre Fläche von 20,4 Hektar bei einer Länge von 660 Metern und einer Breite von 390 Metern. Er gehört zum Naturschutzgebiet Nordufer Plauer See. Nur 550 Meter östlich befindet sich der Plauer See (Mecklenburg), in den er über einen Graben entwässert. 
An seinem Nordufer liegt der Ort Leisten, der einen Zugang zum See mit Naturbadestelle besitzt. Die übrigen Ufer sind leicht versumpft und durch einen Busch- und Baumgürtel vom Umland getrennt. Dieses besteht außer im Süden und im Nordosten, wo Wälder an den See grenzen, aus Wiesen. Ein Naturlehrpfad des Naturparks Nossentiner/Schwinzer Heide
führt um den See, erreicht aber nur an der Westseite das Ufer.
Die Fischerei Müritz-Plau GmbH bewirtschaftet den See durch Zugnetzfischerei. Angeln (Fischfang) ist begrenzt vom Steg aus möglich.

## Vögel
Im Herbst halten sich einige Tausend Reiher- und Tafelenten am Tage auf dem Hofsee zur Ruhe auf. Nachts fliegen sie zur Nahrungssuche auf den Plauer See. Als Tauchenten suchen sie auf dem Seegrund nach Muscheln und anderen Tieren.